# Forsyth (Montana)
Forsyth é uma cidade localizada no estado americano de Montana, no Condado de Rosebud, do qual é sede.

## Demografia
Segundo o censo americano de 2000, a sua população era de 1944 habitantes.
Em 2006, foi estimada uma população de 1898, um decréscimo de 46 (-2.4%).

## Geografia
De acordo com o United States Census Bureau tem uma área de
2,9 km², dos quais 2,9 km² cobertos por terra e 0,0 km² cobertos por água. Forsyth localiza-se a aproximadamente 766 m acima do nível do mar.

## Localidades na vizinhança
O diagrama seguinte representa as localidades num raio de 68 km ao redor de Forsyth.